# Pontins Professional 1983
Das Pontins Professional 1983 war ein professionelles Snooker-Einladungsturnier im Rahmen der Saison 1982/83. Das Turnier wurde vom 7. bis zum 14. Mai 1983 im Pontins Prestatyn Sands Holiday Park, einem Pontins-Freizeitpark im nordwalisischen Seebad Prestatyn, ausgetragen. Sieger wurde in einem rein walisischen Finale Doug Mountjoy dank eines 9:7-Sieges über Ray Reardon. Reardon spielte zusammen mit Willie Thorne mit je einem 98er-Break eines der beiden höchsten Breaks des Turnieres.

## Preisgeld
Sponsor des Turnieres war wie auch schon in den vorherigen Ausgaben der Freizeitpark-Betreiber Pontins. Insgesamt wurde ein Preisgeld von 9.000 £ und damit 1.500 £ weniger als im Vorjahr ausgeschüttet; über zwei Drittel des Preisgeldes entfielen auf den Sieger.
|              | Preisgeld |
| ------------ | --------- |
| Sieger       | 3.500 £   |
| Finalist     | 2.000 £   |
| Halbfinalist | 1.000 £   |
| Gruppenphase | 750 £     |
| Insgesamt    | 9.000 £   |

## Turnierverlauf
Im Gegensatz zum Vorjahr nahmen statt acht nur sechs Spieler am Turnier teil, unter anderem fehlte der Titelverteidiger Steve Davis. Die Spieler begannen das Turnier, wie schon Ende der 1970er-Jahre zeitweise in einem ähnlichen Format, das Turnier aufgeteilt in zwei Dreier-Gruppen mit einer Gruppenphase. Nachdem ein einfaches Rundenturnier gespielt wurde, rückten die zwei besten Spieler jeder Gruppe ins Halbfinale vor, ab dem der Sieger im K.-o.-System ausgespielt wurde. Die Spiele in der Gruppenphase gingen jeweils über acht bis neun Frames, wogegen das Halbfinale im Modus Best of 9 Frames und das Finale im Modus Best of 17 Frames ausgetragen wurden.

### Gruppenphase

#### Gruppe A
| Platz | Spieler         | Partien | S | N | Frames | Diff. | Pkt. |
| ----- | --------------- | ------- | - | - | ------ | ----- | ---- |
| 1     | Ray Reardon     | 2       | 2 | 0 | 11:7   | +4    | 4    |
| 2     | Willie Thorne   | 2       | 1 | 1 | 9:8    | +1    | 2    |
| 3     | Terry Griffiths | 2       | 0 | 2 | 6:11   | −5    | 0    |

| Spiel | Spieler 1     | Ergebnis | Spieler 2       |
| ----- | ------------- | -------- | --------------- |
| 1     | Ray Reardon   | 45:45    | Willie Thorne   |
| 2     | Willie Thorne | 35:35    | Terry Griffiths |
| 3     | Ray Reardon   | 36:36    | Terry Griffiths |

#### Gruppe B
| Platz | Spieler       | Partien | S | N | Frames | Diff. | Pkt. |
| ----- | ------------- | ------- | - | - | ------ | ----- | ---- |
| 1     | Doug Mountjoy | 2       | 2 | 0 | 14:4   | +10   | 4    |
| 2     | Dennis Taylor | 2       | 1 | 1 | 7:10   | −3    | 2    |
| 3     | Tony Knowles  | 2       | 0 | 2 | 5:12   | −7    | 0    |

| Spiel | Spieler 1     | Ergebnis | Spieler 2     |
| ----- | ------------- | -------- | ------------- |
| 1     | Dennis Taylor | 35:35    | Tony Knowles  |
| 2     | Doug Mountjoy | 27:27    | Tony Knowles  |
| 3     | Doug Mountjoy | 27:27    | Dennis Taylor |

### K.-o.-Phase
|  | Halbfinale Best of 9 Frames | Halbfinale Best of 9 Frames |               |             | Finale Best of 17 Frames | Finale Best of 17 Frames |
|  |                             |                             |               |             |                          |                          |
|  |                             |                             |               |             |                          |                          |
|  | Doug Mountjoy               | 5                           |               |             |                          |                          |
|  | Willie Thorne               | 4                           |               |             |                          |                          |
|  |                             |                             | Doug Mountjoy | 9           |                          |                          |
|  |                             |                             |               | Ray Reardon | 7                        |                          |
|  | Ray Reardon                 | 5                           |               |             |                          |                          |
|  | Dennis Taylor               | 2                           |               |             |                          |                          |
|  |                             |                             |               |             |                          |                          |

### Finale
Zum ersten und einzigen Mal in der Geschichte des Turnieres kam es zu einem rein walisischen Finale. Sowohl Doug Mountjoy und Ray Reardon waren beim Pontins Professional bereits erfolgreich gewesen; hatte Mountjoy nur einen Titel vorzuweisen, gehörte Reardon mit bis 1982 vier Titeln aus sechs Finalteilnahmen zu den erfolgreichsten Spielern der Turniergeschichte. Während Mountjoy problemlos durch die Gruppenphase gekommen war, dann aber im Halbfinale Willie Thorne erst im Decider besiegte, war Reardons Gruppenphase deutlich knapper als sein 5:2-Halbfinalsieg über Dennis Taylor.
Die ersten Frames des Endspiels verliefen ausgeglichen und so stand es nach vier Frames 2:2, dann aber konnte sich Mountjoy zur 5:2-Führung loslösen. Ray Reardoon kam zwar noch auf 5:4, 7:6 und 8:7 heran, konnte aber nicht mehr ausgleichen, sodass Mountjoy am Ende mit 9:7 das Finale gewann.
| Finale: Best of 17 Frames Pontins-Freizeitpark, Prestatyn, Wales, 14. Mai 1983                                                     |                |             |
| Doug Mountjoy | 9:7            | Ray Reardon |
| 110:1, 59:64, 37:82, 73:10 (64), 64:44, 95:12 (71), 70:47 (54), 37:61, 40:66, 68:32, 86:29 (61), 51:71, 35:77, 70:12, 40:61, 73:13 |                |             |
| 71 | Höchstes Break | –           |
| – | Century-Breaks | –           |
| 4 | 50+-Breaks     | –           |